# هشام جابر
العميد الركن الدكتور هشام جابر (13 سبتمبر 1942 - ) ضابط لبناني متقاعد من كبار ضباط الجيش اللبناني و رئيس مركز الشرق الأوسط للدراسات والعلاقات العامة. ولد في مدينة النبطية بمحافظة النبطية. جده المؤرخ محمد جابر آل صفا، وجد والده الشيخ أحمد رضا.

## الدراسات والدورات التدريبية التي قام بها
- دورة مشاة في فرنسا من 1964 ولمدة سنة.
- دورة إعلام وعلاقات عامة في كلية المعلومات التابعة لوزارة الدفاع الأمريكية في ولاية إنديانا عام 1976.
- دورة حرب نفسية في مجمع فورت براغ (Fort Bragg) التابع للجيش الأمريكي في ولاية كارولاينا الشمالية.
- دورة في كلية القيادة والأركان الأمريكية في فورت ليفنوورث (Fort Leavenworth) بولاية كنساس عام 1981 حيث حاز على ماجستير في العلوم العسكرية.
- ماجستير في الاعلام من جامعة كنساس.
- شهادة الدراسات المعمقة في التاريخ المعاصر من السوربون عام 1993.
- دكتوراه في العلوم الإنسانية من السوربون عام 1997.

## السيرة العسكرية
- بعام 1982 ولغاية عام 1984 تولى رئاسة مكتب الارتباط مع القوات الأمريكية التي كانت تعمل ضمن القوات المتعددة الجنسية خلال الحرب الأهلية، كما قام بالتنسيق بين الميليشيات المتقاتلة من أجل إطلاق سراح الأسرى والرهائن طوال الحرب.
- ما بين الأعوام 1986 - 1991 عين قائد المركز الأعلى للرياضة العسكرية.
- عام 1991 عين ملحق عسكري بالسفارة اللبنانية في باريس .
- من عام 1993 لغاية 1996 قام بتعليم مادة الإرهاب والحرب النفسية في كلية القيادة والأركان في الجيش اللبناني.
- عام 1996 عين قائداً لمعهد التعليم في الجيش اللبناني.
- عام 1997 عين قائداً لمنطقة بيروت العسكرية.
- عام 2000 تقاعد و أسس مركزاً للدراسات والعلاقات العامة.

## وصلات خارجية
- سيرة ذاتية للعميد هشام جابر (باللغة الإنجليزية)